# Đông Dư
Đông Dư là một xã (Cũ) thuộc huyện Gia Lâm, thành phố Hà Nội, Việt Nam.

## Địa lý
Xã Đông Dư nằm về phía tây huyện Gia Lâm bên bờ tả ngạn sông Hồng, có vị trí địa lý:
- Phía đông giáp thị trấn Trâu Quỳ và xã Đa Tốn
- Phía tây giáp quận Hoàng Mai
- Phía nam giáp xã Bát Tràng
- Phía bắc giáp quận Long Biên.

Xã Đông Dư có diện tích 3,77 km², dân số năm 2022 là 6.730 người, mật độ dân số đạt 1.785 người/km².

## Hành chính
Xã Đông Dư được chia thành 6 thôn: 1, 2, 3, 4, 7, 8.

## Lịch sử
Xã Đông Dư được hình thành trên vùng đất có lịch sử từ lâu đời, từ trước thời 
Tiền Lê (981–1009).
Năm 1822, xã Đông Dư thuộc tổng Đông Dư, huyện Gia 
Lâm, phủ Thuận An, trấn Bắc Ninh (năm 1831 thuộc tỉnh 
Bắc Ninh).
Ngày 25 tháng 1 năm 1948, xã Đông Dư đổi tên thành xã Thừa Thiên thuộc huyện Gia Lâm, tỉnh Bắc 
Ninh.
Ngày 28 tháng 11 năm 1948, xã Thừa Thiên thuộc huyện Gia Lâm, tỉnh 
Hưng Yên.
Ngày 7 tháng 11 năm 1949, xã Thừa Thiên thuộc huyện Gia Lâm, tỉnh 
Bắc Ninh.
Ngày 20 tháng 4 năm 1961, Quốc hội ban hành Nghị quyết về việc sáp nhập xã Thừa Thiên vào thành phố Hà Nội quản lý.
Ngày 31 tháng 5 năm 1961, Hội đồng Chính phủ ban hành 78-CP. Theo đó, xã Thừa Thiên thuộc huyện Gia Lâm, thành phố Hà Nội quản lý.
Năm 1964, đổi tên xã Thừa Thiên thành  xã Đông Dư.
Ngày 9 tháng 12 năm 2020, HĐND TP. Hà Nội ban hành Nghị quyết số 30/NQ-HĐND về việc:
- Sáp nhập Thôn 3 vào Thôn 1 và Thôn 2
- Thành lập Thôn 3 trên cơ sở Thôn 4 và một phần của Thôn 5.
- Thành lập Thôn 4 trên cơ sở Thôn 6 và phần còn lại của Thôn 5.

## Kinh tế
Xã Đông Dư trước đây ngoài nông nghiệp còn có thêm nghề trồng rau thơm, dưa cải Thừa Thiên (cải bẹ), trồng ổi ở các xóm thuộc thôn Thượng và thôn Hạ. Thôn Thuận Phú có nghề ươm, giâm cây ăn quả, cây lâu năm. Nghề làm cây giống tạo thu nhập khá cao. Ngày nay các dịch vụ cũng phát triển và dần đa dạng tại khu vực thôn Thượng giáp tỉnh lộ 379.
Đặc sản: Ổi Đông Dư được nhiều người biết đến là một loại ổi có tiếng thơm ngon. Quả nhỏ có hình khứa vân như quả găng (ổi găng).

## Văn hóa
Các làng Đông Dư Thượng và Đông Dư Hạ đều có đình Đông Dư Thượng và Đông Dự Hạ cùng thờ ba vị thành hoàng là Cao Sơn đại vương, Bạch Đa đại vương - người có công giúp Đinh Bộ Lĩnh dẹp loạn 12 sứ quân cuối thế kỷ X và Linh Lang đại vương - người có công lớn trong cuộc kháng chiến chống Tống năm 1076 - 1077. Cả hai làng có chung ngôi chùa Phù Quang nằm trên phần đất bãi của thôn Hạ.
Hội làng Đông Dư diễn ra từ ngày mồng 7 đến ngày 13 tháng Hai. Mở đầu hội là lễ lấy nước trên sông Hồng và rước nước từ bến sông về đình để tế lễ. Sau đó là các trò chơi, độc đáo nhất là các cuộc đấu kiếm, đấu quyền, múa khiên.

## Giao thông
Đông Dư có nhiều tuyến đường bộ quan trọng chạy qua nên việc giao thông đi lại, buôn bán, trao đổi hết sức dễ dàng:
- Quốc lộ 1 (vành đai 3)
- Tỉnh lộ 195 (đê Long Biên - Xuân Quan - Hưng Yên)
- Đường 379 (Hà Nội - Hưng Yên)
- Đường Đông Dư - Dương Xá (đường Lý Thánh Tông): kết nối tỉnh lộ 195 với quốc lộ 5A)
- Đường sông: Nằm bên bờ tả ngạn sông Hồng nên việc kết nối đường sông cũng thuận tiện.
- Hệ thống xe buýt: 47, 47B, 69.